# Emina Jahović
Emina  Jahović (en serbio Емина Сандал; nacida como Emina Jahović: Емина Јаховић) más conocida por su nombre artístico, Emina  nació el 15 de enero de 1982 en Novi Pazar, República Socialista de Serbia, RFSY es una prominente cantante, compositora, productora musical, actriz, modelo internacional de fotografía, pasarela, spots publicitarios  y música más popular de los Balcanes desde mediados de los años 2000.
Actualmente reside en Estambul, donde se casó en 2008 con el cantante turco Mustafa Sandal.

## Discografía
Álbumes de estudio
- Osmi dan (City Records 2002)[5]
- Radije ranije (City Records 2005)[6]
- Exhale (Multimedia Records 2008)[7]
- Vila (PGP RTS 2009)[8]

Grandes éxitos
- Singles & Duets (2008)

Álbumes recopilatorios, remixes y EP
- BH Eurosong (Muzička produkcija javnog servisa BH 2002)
- Super hitovi Vol.13 (City Records 2003)[9]
- Vanilla (City Records 2005)
- Gordost i predrasude (City Records 2006)
- Miligram (Miligram Music 2009)
- Karizma (Seyhan Müzik 2009)[10]
- Ornament (City Records 2010)
- Platinum Collection 19 hitova (Mascom EC 2011)[11]
- Proje (Seyhan Müzik 2012)[12]
- Hitovi leta 2012 (City Records 2012)[13][14]
- Organik (Poll Production 2012)[15][16]
- Best of 2012/13 CD 1 (City Records 2013)[17][18]
- Super hitovi CD 2 (City Records 2013)

Sencillos
- "Tačka" (2002)
- "Osmi dan" (2002)
- "U, la-la" feat. KC (2002)
- "Uzalud se budim" (2003)
- "Radije, ranije" (2004)
- "Tvoja greška" (2005)
- "Emina" feat. Knez (2005)
- "Da l' ona zna" (2006)
- "Nije vise tvoja stvar" (2006)
- "Pola ostrog noza" (2006)
- "Cool žena" (2007)
- "La gitana" feat. Flamingosi (2007)
- "Exhale" (19 de abril de 2008)
- "Push It" feat. Cory Gunz (18 de junio de 2008)
- "Još ti se nadam" feat. Saša Kovačević (10 de diciembre de 2008)
- "Pile moje" (21 de mayo de 2009)
- "Ne zaboravi" feat. İzel (2009)
- "Med" feat. Dino Merlin (30 de julio de 2009)
- "Nemilo" feat. Miligram (2009)
- "Ti kvariigro" (2010)
- "Gospodine" feat. Nataša Bekvalac (8 de marzo de 2011)
- "Posle mene" (2011)
- "Beograd priča" feat. Dženan Lončarević (14 de febrero de 2012)
- "Broken" feat. Erdem Kınay (2012)
- "Çek Gönder" feat. Mustafa Sandal (2012)
- "I da mogu" (2012)
- "Kimse Yok Mu?" (2012)
- "Yakışmaz" (2013)
- "U senkama isti" (2013)